# Casa del Commun Tesoro
La Casa del Commun Tesoro è un edificio che si trova a La Valletta, in Republic Square di fronte alla Biblioteca nazionale.

## Storia
L'edificio originario era stato progettato per ospitare il tesoro dell'Ordine di San Giovanni.
Successivamente nel 1708 una stanza dell'edificio venne utilizzata come primo ufficio postale di Malta mentre, durante il periodo della Colonia di Malta, venne usato come sede di diversi uffici pubblici e del Tesoro del governo.
Tra il 1804 e il 1805 all'interno dell'edificio lavorò il poeta e scrittore inglese Samuel Taylor Coleridge, come testimoniato da una targa sulla facciata dell'edificio affissa da Giovanni Bonello.
Alla fine del XIX secolo l'edificio fu convertito in un hotel mentre una parte ospitava un cinema.
Dall'inizio del XX secolo è sede di un club per gentiluomini noto come Casino Maltese e, nell'aprile del 1921, è stato visitato dal futuro imperatore del Giappone Hirohito.
L'edificio fu gravemente danneggiato dai bombardamenti aerei durante la seconda guerra mondiale e successivamente ridisegnato, con diverse modifiche, da Francesco Sammut.
L'edificio è classificato come monumento nazionale di grado 1 dalla Malta Environment and Planning Authority.